# Liste der Bodendenkmale in Erlau (Sachsen)
In der Liste der Bodendenkmale in Erlau sind die Bodendenkmale der Gemeinde Erlau und ihrer Ortsteile nach dem Stand der Auflistung von Volkmar Geupel aus dem Jahr 1983 aufgelistet. Eventuelle Änderungen und Ergänzungen, insbesondere aus der Zeit nach der Wende, sind nicht berücksichtigt, da für Sachsen aktuell keine neueren allgemein zugänglichen Bodendenkmallisten vorliegen. Die Baudenkmale sind in der Liste der Kulturdenkmale in Erlau (Sachsen) aufgeführt.
| Denkmal-ID | Fundart            | Ortsteil    | Bezeichnung                          | Zeitstellung | Lage                                      | Bemerkungen | Bild |
| ---------- | ------------------ | ----------- | ------------------------------------ | ------------ | ----------------------------------------- | --- | ---- |
| ?          | Befestigung > Burg | Beerwalde 1 | Wasserburg „Waal“, „Wall“, „Schanze“ | Mittelalter  | östlich im Ort, direkt östlich der Kirche | Niederungsburg, runde Anlage mit umlaufendem Graben, Rest eines Außenwalls im Süden, Schutz seit 31. März 1959 |      |